# محمد الهطلاني
محمد الهطلاني، (1964 -) نائب سابق في مجلس الأمة الكويتي.

## الحياة السياسية
شارك في انتخابات مجلس الأمة الكويتي 2008 في الدائرة الرابعة، وحصل على المركز السابع برصيد 9,765 وفاز بالانتخابات.

## سيرته
- خريج جامعة الكويت - كلية الحقوق / تقدير جيد جداً ( 1987 )
- مارس المحاماة / جميع درجات التقاضي ( 1987 – 1991 )
- حاصل على درجة الماجستير – كلية الحقوق / في القانون الخاص و القانون المقارن ( 1992 )
- عضو إدارة الفتوى و التشريع – مجلس الوزراء / بوظيفة محام ب ( 1993 )
- معيد عضو بعثة بقسم القانون المدني بكلية الحقوق ( 1993 – 1995 )
- عضو إدارة الفتوى و التشريع – مجلس الوزراء / بوظيفة محام ب ( 1995 - 1999 )
- حاصل على درجة دكتور في الحقوق – كلية الحقوق / بتقدير جيد جداً ( 1998 )
- عضو هيئة التدريس / أستاذ مساعد – قسم القانون / كلية الدراسات التجارية ( 1999 – 2008 )
- رئيس قسم القانون / كلية الدراسات التجارية ( 2000 - 2004 )
- رئيس جمعية الحقوقيين الكويتية ( تحت الإشهار )
- محكم من فئة ( أ ) مركز التحكيم بوزارة العدل
- عضو جمعية الصحفيين الكويتية
- كاتب صحفي في جريدة ( الراى )
- قام بإعداد و إلقاء العديد من الدورات التدريبية لجهات حكومية عدة شارك في العديد من المؤتمرات العلمية داخل و خارج الكويت
- ترأس و شارك في العديد من اللجان العلمية و الأكاديمية أجرى العديد من اللقاءات الإعلامية في التلفزيون و الإذاعة و الصحافة
- عضو مجلس أمة - الفصل التشريعي الثاني عشر (2008- 2009)
- عضو لجنة الشؤون التشريعية و القانونية ( 2008- 2009 )
- عضو لجنة حماية الأموال العامة ( 2008 )
- عضو جمعية المحاميين الكويتية ( 2009 )